# جائزة بلجيكا الكبرى 1979
جائزة بلجيكا الكبرى 1979 هو سباق فورمولا 1 أقيم بتاريخ 13 مايو 1979 في بلجيكا. كان السادس من أصل 15 في بطولة العالم لسباقات الفورمولا واحد موسم 1979. حلّ الجنوب أفريقي جودي شيكتر أولا بينما جاء الفرنسي جاك لافيت في المركز الثاني وحصل على المركز الثالث الفرنسي ديدييه بيروني.

## وصلات خارجية
- الموقع الرسمي